# San Nazzaro Sesia
San Nazzaro Sesia (piemontesisch la Badìa) ist eine Gemeinde mit 702 Einwohnern (Stand 31. Dezember 2023) in der italienischen Provinz Novara (NO), Region Piemont.

## Geographie
San Nazzaro Sesia liegt knapp 15 km westlich der Provinzhauptstadt Novara. Das Gemeindegebiet umfasst eine Fläche von 11 km². Die Nachbargemeinden sind Albano Vercellese, Biandrate, Casalbeltrame, Casalvolone, Greggio, Oldenico, Recetto und Villata.

## Abbazia dei Santi Nazario e Celso

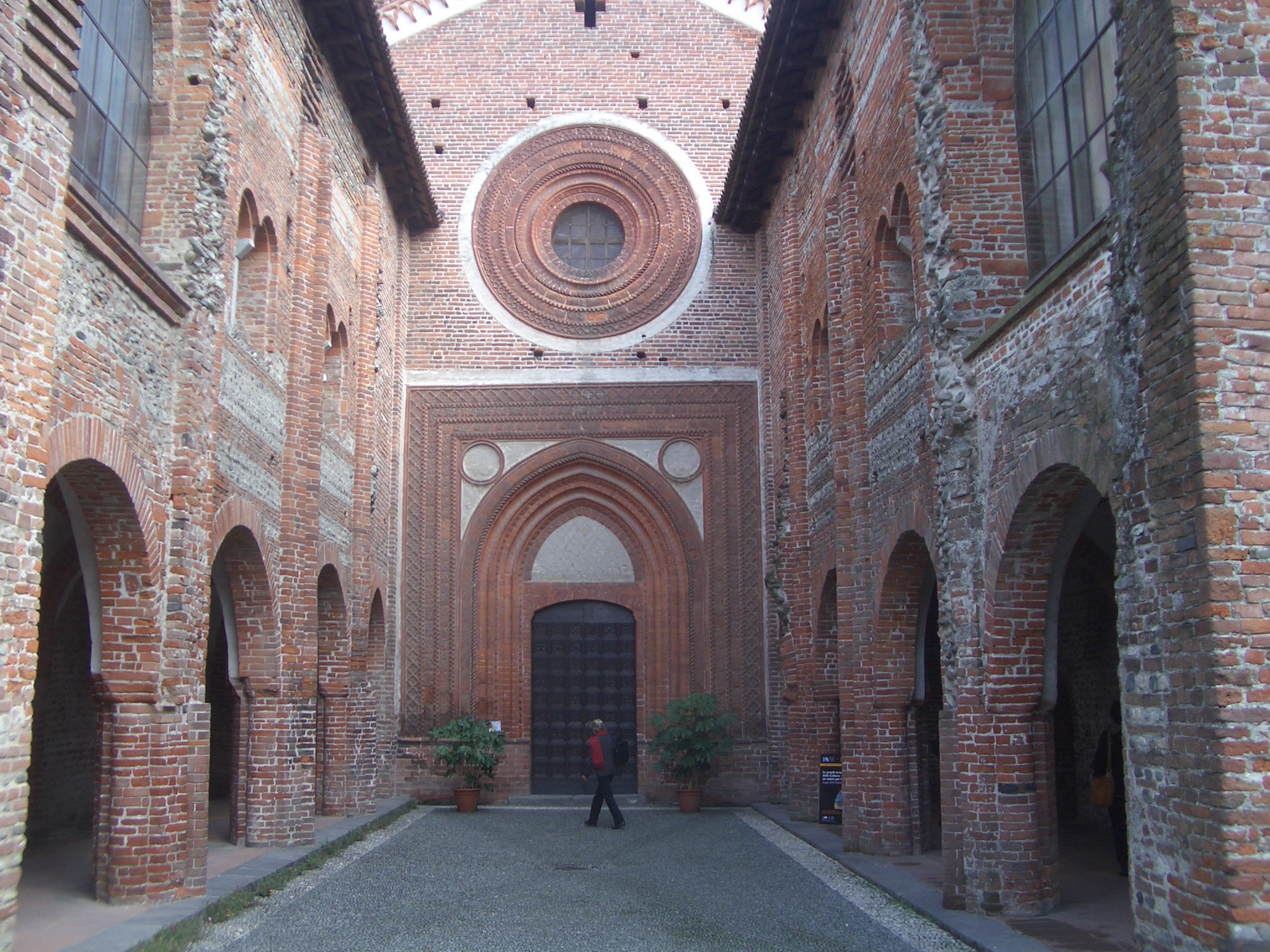
Abbazia di San Nazario e Celso

Das Kloster (italienisch: Abbazia dei Santi Nazario e Celso) wurde von Bischof Ruperto aus Biandrate 1040 gegründet. 1223 wurde es in den Kriegen zwischen Vercelli und Novara niedergebrannt, aber auf Geheiß Kaiser Friedrichs II. wieder aufgebaut (die Novareser Bischöfe waren notorisch reichstreu). 1429–1450 wurden die Bauten teilweise gotisch umgestaltet. Seit 1960 hat es eine gründliche Restaurierung gegeben.
Vom ursprünglichen Bau fast vollständig erhalten ist die rechteckige Verteidigungsanlage des Klosters hinter Wassergräben und ein Torturm mit vier runden Ecktürmen, von denen einer als Bergfried ausgebaut ist. Überragt wird die Anlage von einem mächtigen romanischen Campanile, der noch der Entstehungszeit um 1040 angehört und mit seinen schießschartenähnlichen Fenstern ungemein kriegerisch wirkt.
Vom romanischen Gründungsbau der Klosterkirche blieben das rechte und das linke Seitenschiff der Basilika stehen, während das Mittelschiff bis zum 4. Joch verschwunden ist. Die Westwand stammt aus der Zeit um 1450 und zeigt eine deutliche Terrakottaverzierung.
Der Kreuzgang wurde 1480 bis 1500 errichtet. Der Freskenzyklus zeigt Szenen zum Leben des hl. Benedikt. Der Stil ist sehr erzählerisch, mit vielen individualisierten Einzelfiguren, Landschaften, Burgen und Innenräumen. Hervorzuheben ist ein Fresko eines gewappneten Ritters in einem illusionistischen Architekturrahmen, geschaffen um 1510.